# Große Alpenplattbauchspinne
Die Große Alpenplattbauchspinne (Gnaphosa muscorum) ist eine Spinne aus der Familie der Plattbauchspinnen (Gnaphosidae). Sie ist holarktisch verbreitet und bewohnt entgegen ihres Trivialnamens neben alpinen Gebieten auch andere Habitate (Lebensräume) wie Nadelwälder und Heiden. Die Art ist wie alle Eigentlichen Plattbauchspinnen (Gnaphosa) ein nachtaktiver Laufjäger. Davon abgesehen ist ihre Biologie wenig erforscht.

## Merkmale

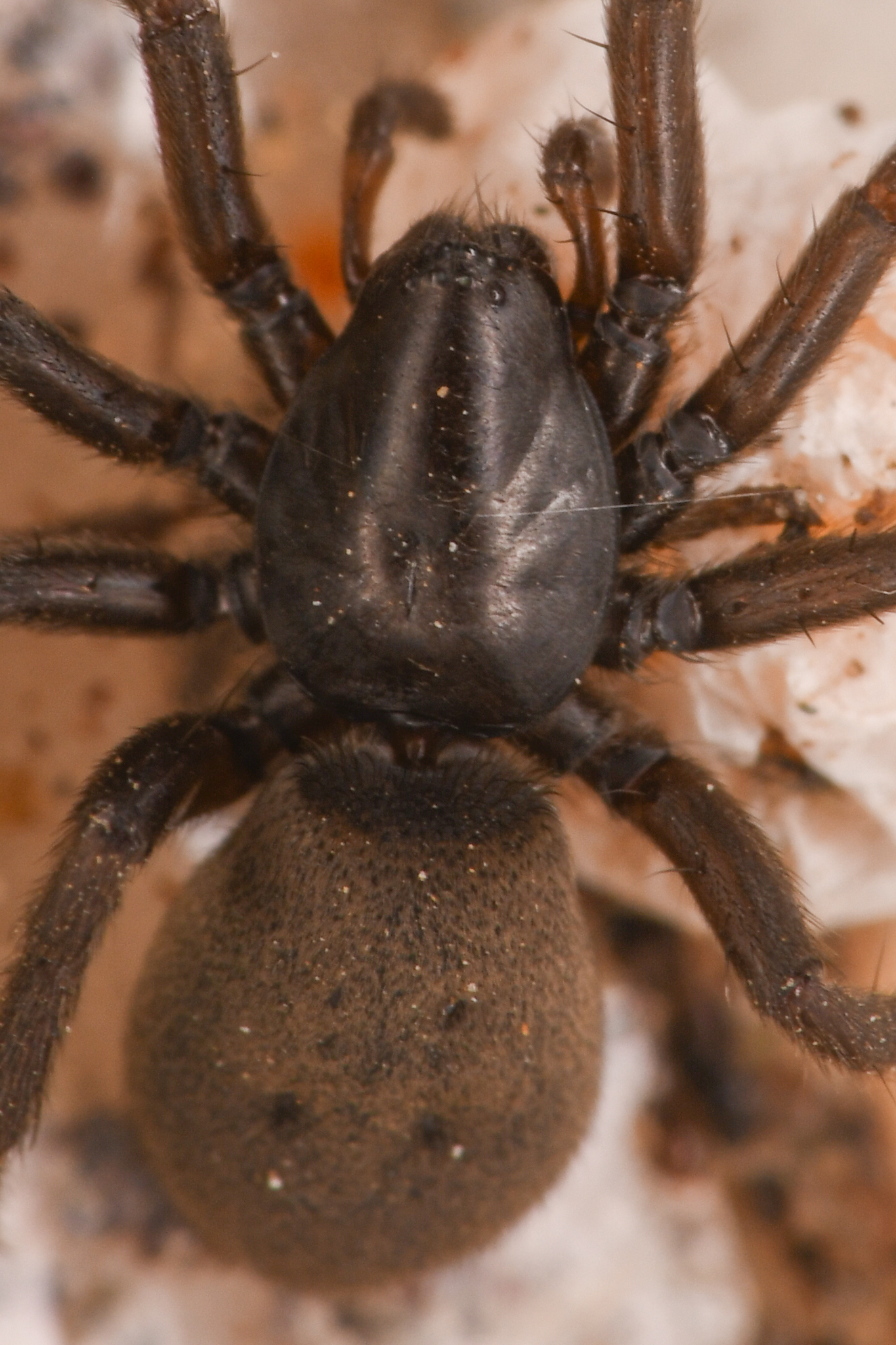
Detailansicht eines Weibchens

Das Weibchen der Großen Alpenplattbauchspinne erreicht laut Sven Almquist (2006) eine Körperlänge von 8,1 bis zu 12,4 Millimetern (im Durchschnitt 9,5 ± 1,3 Millimeter), während das Männchen eine Gesamtlänge von etwa 8 Millimetern erreicht. Damit handelt es sich um einen mittelgroßen bis großen Vertreter der Plattbauchspinnen (Gnaphosidae). Der grundsätzliche Körperbau der Art gleicht dem anderer Eigentlicher Plattbauchspinnen (Gnaphosa).
Der Carapax (Rückenschild des Prosomas bzw. Vorderkörpers) hat eine dunkelgelbbraune Grundfarbe, wobei er zum Rand hin dunkler scheint. Auf ihm verlaufen verzweigte und dunklere Radiärstreifen. Die Cheliceren (Kieferklauen) sind dunkelbraun und das Sternum (Brustschild des Prosomas) gelbbraun gefärbt, wobei letzteres marginal wie der Carapax verdunkelt ist. Die Beine weisen eine gelbbraune Farbe auf. Das Opisthosoma (Hinterleib) ist dorsal (oben) fast schwarz gefärbt und mit gräulichen Setae (chitinisierten Haaren) bedeckt. Ventral (unten) erscheint es heller.

### Sexualdimorphismus
Wie viele Spinnen weist auch die Große Alpenplattbauchspinne einen ausgeprägten Sexualdimorphismus (Unterschied der Geschlechter) auf, der sich bei dieser Art auf die Dimensionen der jeweiligen Geschlechter beschränkt. Die Färbung sowohl beim Männchen als auch beim Weibchen ist identisch.

#### Weibchen
Beim Weibchen ist laut Almquist der Carapax 3,82 bis 5,04 Millimeter (im Durchschnitt 4,6 ± 0,44 Millimeter) lang sowie 2,8 bis 3,78 Millimeter (im Durchschnitt 3,31 ± 0,34 Millimeter) breit. Das Verhältnis zwischen Länge und Breite beläuft sich auf Werte von 1,28 bis 1,44, im Durchschnitt auf 3,39 ± 0,04. Der Carapax des Weibchens ist um 20° geneigt. Norman I. Platnick und Mohammad Umar Shadab maßen bei einer 1975 durchgeführten Revision der amerikanischen Vertreter der Eigentlichen Plattbauchspinnen (Gnaphosa) mitsamt der Großen Alpenplattbauchspinne anhand von 184 untersuchten weiblichen Exemplaren der Art bei einer gesamten Körperlänge von 10,05 ± 1,45 Millimetern eine Länge des Carapax von 4,58 ± 0,6 und eine Breite von 3,39 ± 0,41 Millimetern. Die Femora (Schenkel) des zweiten Beinpaares waren hier 2,44 ± 0,32 Millimeter lang.
| Gemessener Bereich                 | Wert |
| ---------------------------------- | ---- |
| Durchmesser der Augen              |      |
| Anterior median                    | 0,09 |
| Anterior lateral                   | 0,15 |
| Posterior median                   | 0,13 |
| Posterior lateral                  | 0,13 |
| Abstand der Augen                  |      |
| Anterior median zueinander         | 0,15 |
| Anterior median-Anterior lateral   | 0,06 |
| Posterior median zueinander        | 0,11 |
| Posterior median-Posterior lateral | 0,27 |
| Anterior median-Posterior median   | 0,24 |
| Maße des medianen Augenvierecks    |      |
| Länge                              | 0,38 |
| Anteriore Breite                   | 0,33 |
| Posteriore Breite                  | 0,36 |

| Beinpaar         | Patella (Glied zwischen Femur und Tibia) | Tibia (Schiene) | Metatarsus (Fersenglied) |
| Drittes Beinpaar | p0-1-0                                   | r1-1-1          | p2-2-2, v2-2-2, r1-2-2   |
| Viertes Beinpaar | -                                        | -               | v2-3-2                   |

Legende:
- p = prolateral
- l = retrolateral
- v = ventral

#### Männchen

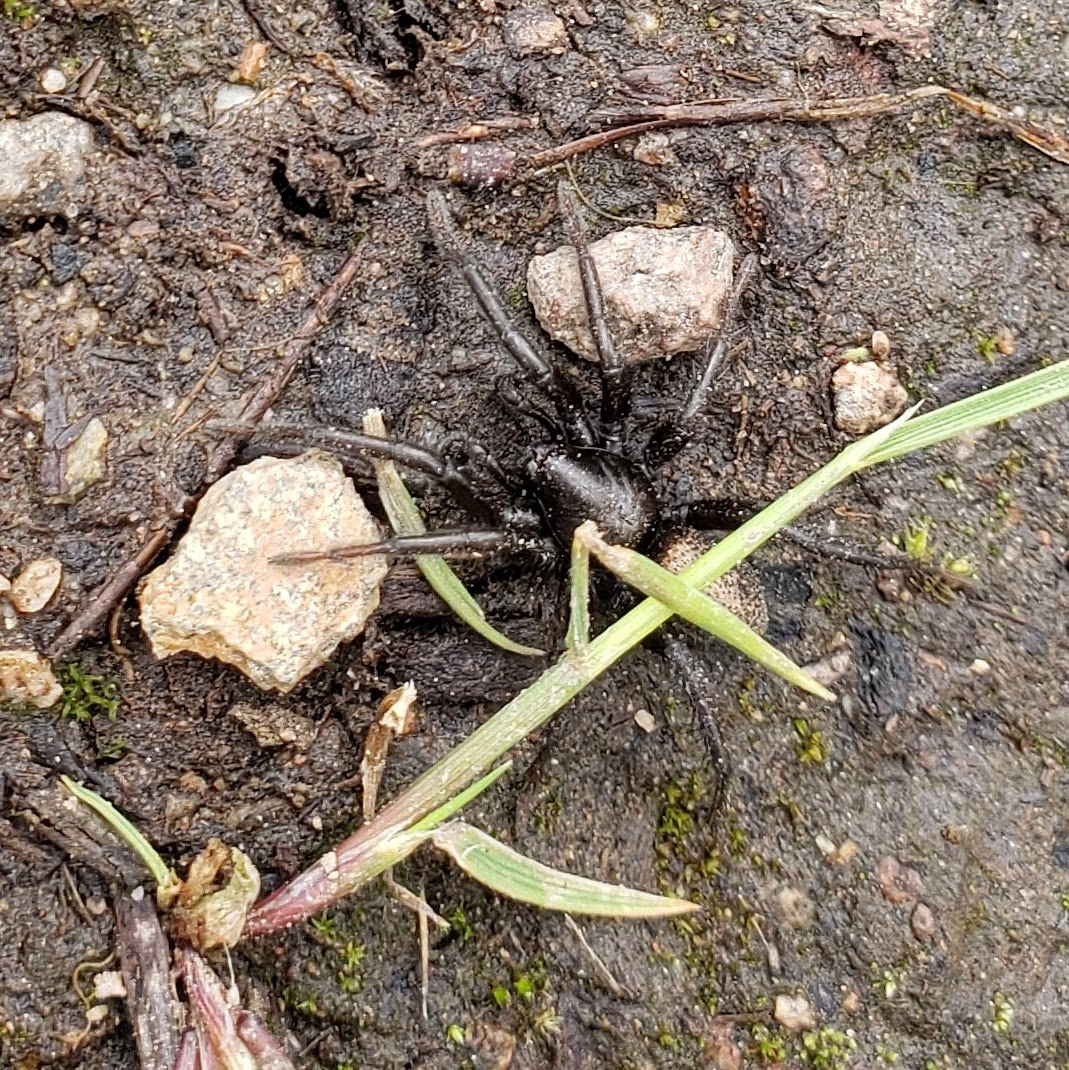
Männchen

Der Carapax des Männchens ist nach Almquist 3,78 Millimeter lang und 2,92 Millimeter breit. Die Neigung beträgt hier 1°. Platnick und Shadab vermaßen anhand von 184 analysierten männlichen Individuen der Art bei einer Körperlänge von 8,12 ± 0,79 eine Länge des Carapax von 4,05 ± 0,36 und eine Breite des Carapax von 3,14 ± 0,28 sowie eine Länge der Femora des ersten Beinpaares von 2,4 ± 0,23 Millimetern.
| Gemessener Bereich                 | Wert |
| ---------------------------------- | ---- |
| Durchmesser der Augen              |      |
| Anterior median                    | 0,11 |
| Anterior lateral                   | 0,13 |
| Posterior median                   | 0,13 |
| Posterior lateral                  | 0,13 |
| Abstand der Augen                  |      |
| Anterior median zueinander         | 0,14 |
| Anterior median-Anterior lateral   | 0,05 |
| Posterior median zueinander        | 0,11 |
| Posterior median-Posterior lateral | 0,25 |
| Anterior median-Posterior median   | 0,24 |
| Maße des medianen Augenvierecks    |      |
| Länge                              | 0,38 |
| Anteriore Breite                   | 0,36 |
| Posteriore Breite                  | 0,37 |

| Beinpaar         | Patella (Glied zwischen Femur und Tibia) | Tibia (Schiene) | Metatarsus (Fersenglied) |
| Zweites Beinpaar | p0-1-1                                   | v0-0-2          | -                        |
| Drittes Beinpaar | -                                        | r1-1-1          | v2-2-2                   |

### Genitalmorphologische Merkmale

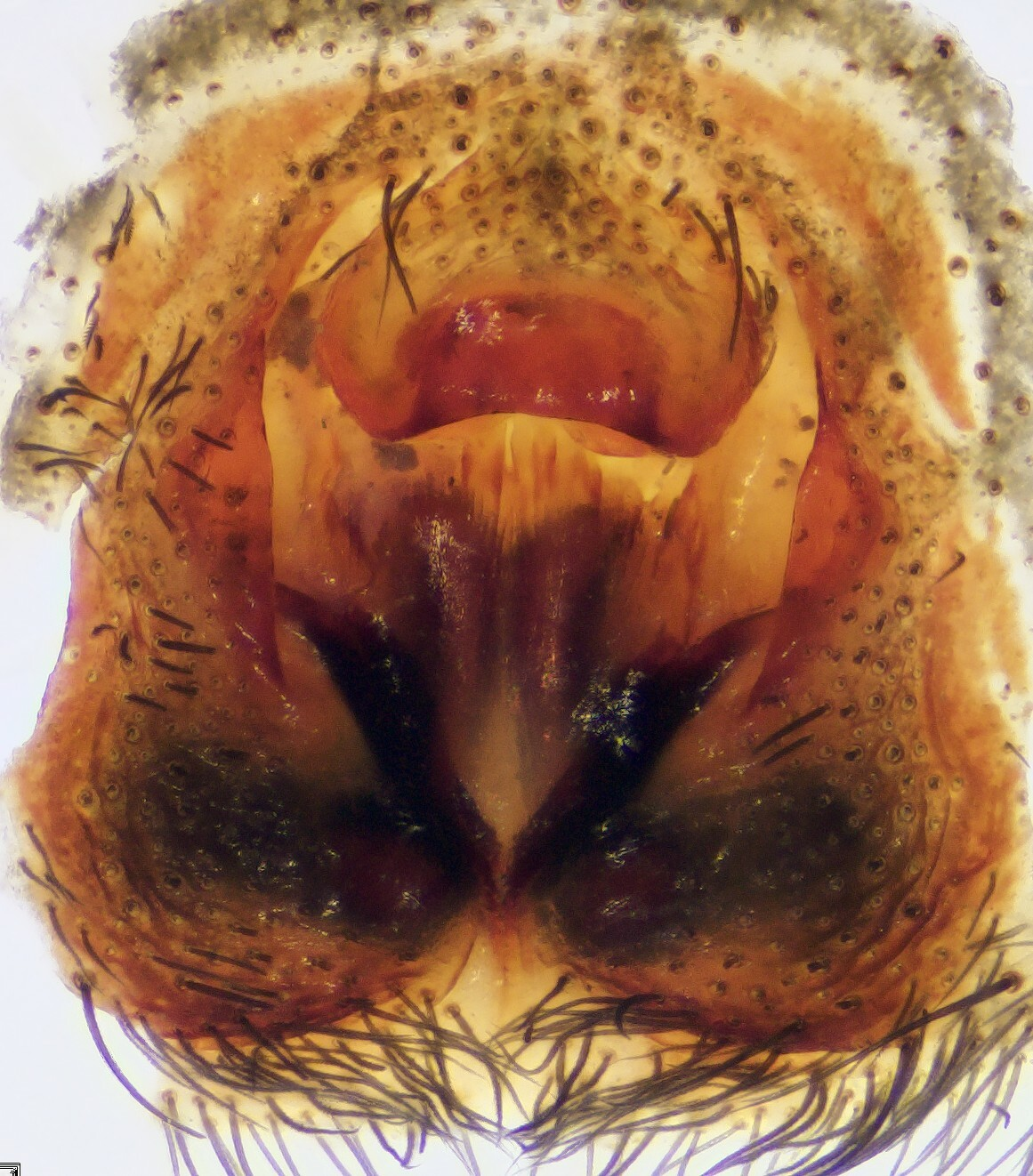
Epigyne der Großen Alpenplattbauchspinne

Das Männchen der Großen Alpenplattbauchspinne hat an den Tibien (Schienen) der Pedipalpen (umgewandelte Extremitäten im Kopfbereich) je eine retrolaterale (hinten seitliche) Apophyse (Fortsatz) von spitzer Form, deren Länge kürzer als die der jeweiligen Tibia ausfällt. Das Cymbium (erstes und vorderes Sklerit bzw. Hartteil) eines einzelnen Bulbus (männliches Geschlechtsorgans) hat basal (an der Basis) eine retrolateral ausgehende Schwellung. Die mediane (mittlere) Apophyse ist vergleichsweise groß und deren lange Spitze stark gebogen. Die Basis des Embolus (drittes und letztes Sklerit des Bulbus) beginnt nahe an der des Tegulums (zweites und mittleres Sklerit des Bulbus). Er verläuft in prolaterale (vorne seitliche) Richtung und endet nahe der Spitze des Cymbiums.
Die anteriore (vordere) Haube der Epigyne (weibliches Geschlechtsorgan) ist bei der Großen Alpenplattbauchspinne vergleichsweise breit und in posteriore (hintere) Richtung konkav geformt. Die Ränder des Atriums (innere Kammer am Eingang der Epigyne) sind lateral (seitlich) dünn und die inneren Ränder bilden in ihrem Verlauf eine herzförmige Figur. Die Umrisse der hier gekrümmten Kopulationsgänge sind außen sichtbar. Die Spermatheken (Samentaschen) besitzen posterior Fortsätze.

## Vorkommen

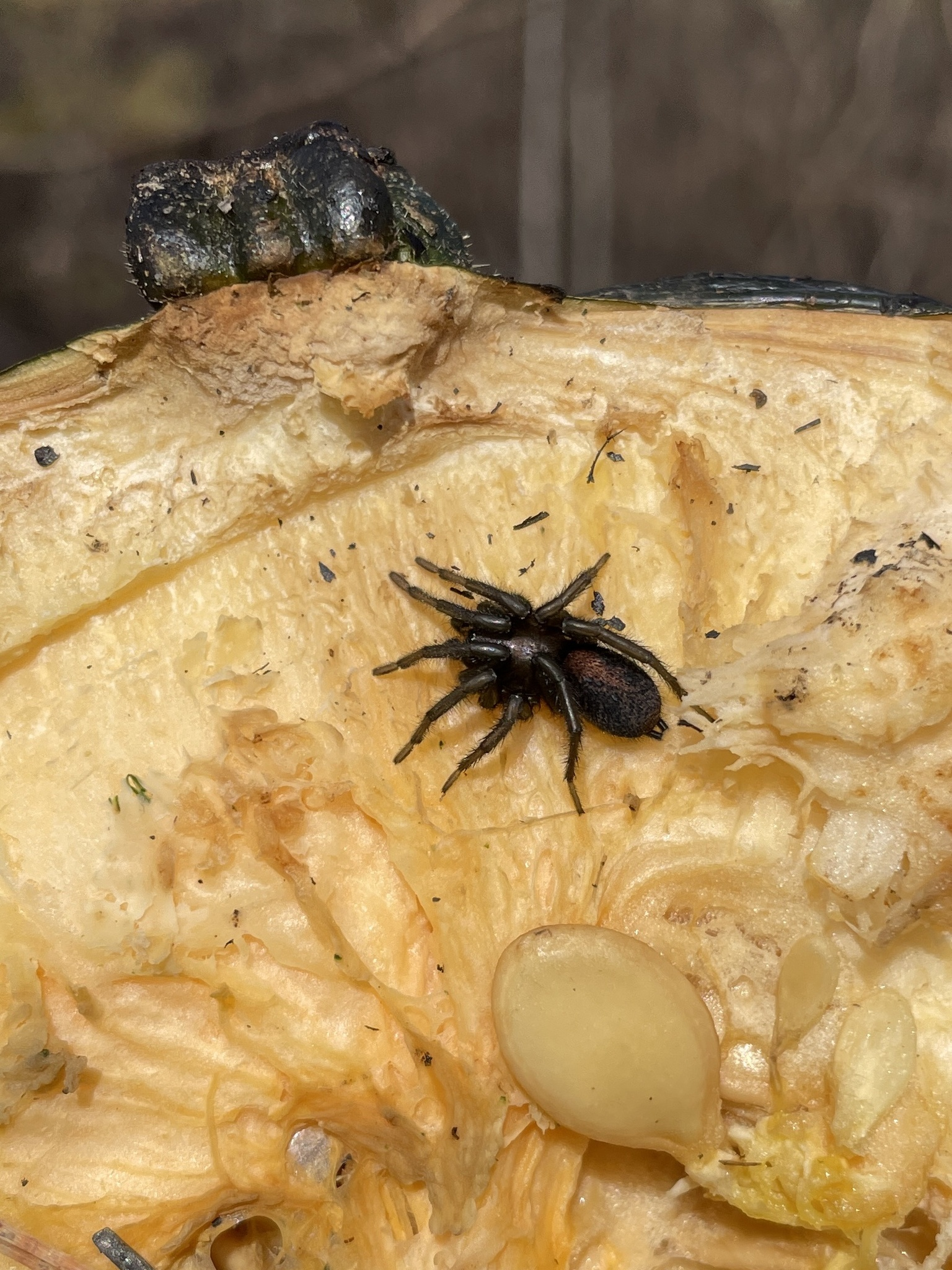
Weibchen auf einem Pilz, gefunden beim Mount Toby im US-Bundesstaat Massachusetts

Das holarktische Verbreitungsgebiet der Großen Alpenplattbauchspinne erstreckt sich von Nordamerika über Europa, Kaukasien, Russland (Europa bis zum Fernen Osten), Kasachstan, China und Korea. In Kontinentaleuropa ist die Art teilweise flächendeckend verbreitet und kommt dort unter anderem in Mitteleuropa in Deutschland, Österreich, der Schweiz, Slowenien, Polen, der Slowakei, Litauen und Lettland vor. Daneben wurde die Art in West- und Südeuropa in Frankreich, Spanien und Italien nachgewiesen. In Osteuropa kommt die Große Alpenplattbauchspinne in dem zentralen, dem südlichen und dem nördlichen Teil Russlands und in Nordeuropa in Norwegen, Schweden und Finnland vor.
Darüber hinaus ist die Große Alpenplattbauchspinne in der Türkei vorkommend, dabei jedoch nicht im europäischen Teil des Landes. In Kaukasien soll die Art in Georgien nachgewiesen worden sein. Diese Funde müssen jedoch noch verifiziert werden. In Nordamerika reicht das Verbreitungsgebiet der Spinne nordwestlich von Alaska und nordöstlich von Labrador bis südlich nach New Mexico, während es nach Osten hin in West Virginia endet.

### Lebensräume
Die Große Alpenplattbauchspinne bevorzugt lichte, trockene Nadelwälder, Heide und ähnliche Standorte als Habitat (Lebensraum). Daneben kommt die Art in Geröllhalden vor. Gleiches trifft auf Strände zu. Im Lappland bevorzugt sie Heide-Birkenwälder in subalpinen Regionen. In Europa ist die Spinne in Höhen von bis zu 2.500 Metern über dem Meeresspiegel anzutreffen. In Yukon wurde sie in Höhen von bis zu etwa 976, in Colorado in Höhen von bis zu gut 3.900 Metern über dem Meeresspiegel nachgewiesen.

### Bedrohung und Schutz
Die Bewertung der Bestandsgefährdung von der Großen Alpenplattbauchspinne wird je nach Land unterschiedlich gewertet. In der Roten Liste gefährdeter Tiere, Pflanzen und Pilze Deutschlands von 2016 wird sie in der Kategorie 2 („stark gefährdet“) gewertet, da die Art in Deutschland als sehr selten gilt, zumal ihre Bestände dort langfristig zurückgehen. Allerdings gibt es stabile Teilbestände der Großen Alpenplattbauchspinne in Deutschland. Im Vergleich zur Version dieser Roten Liste aus dem Jahr 1996, wo die Art noch in der Kategorie 1 („vom Aussterben bedroht“) gelistet wurde, ist jedoch somit eine Verbesserung der Einstufung erfolgt. In der Roten Liste der Spinnen Kärntens (1999) wird die Spinne in der Kategorie 3 („gefährdet“) erfasst.
In der Roten Liste der Spinnentiere (Arachnida) Norwegens (2015) ist die Große Alpenplattbauchspinne nach IUCN-Maßstab in der Kategorie LC („Least Concern“, bzw. nicht gefährdet) aufgeführt. In der Roten Liste der Spinnen der Slowakei (1999) wird sie allerdings in der Kategorie VU („Vulnerable“, bzw. verletzlich) geführt.

## Lebensweise

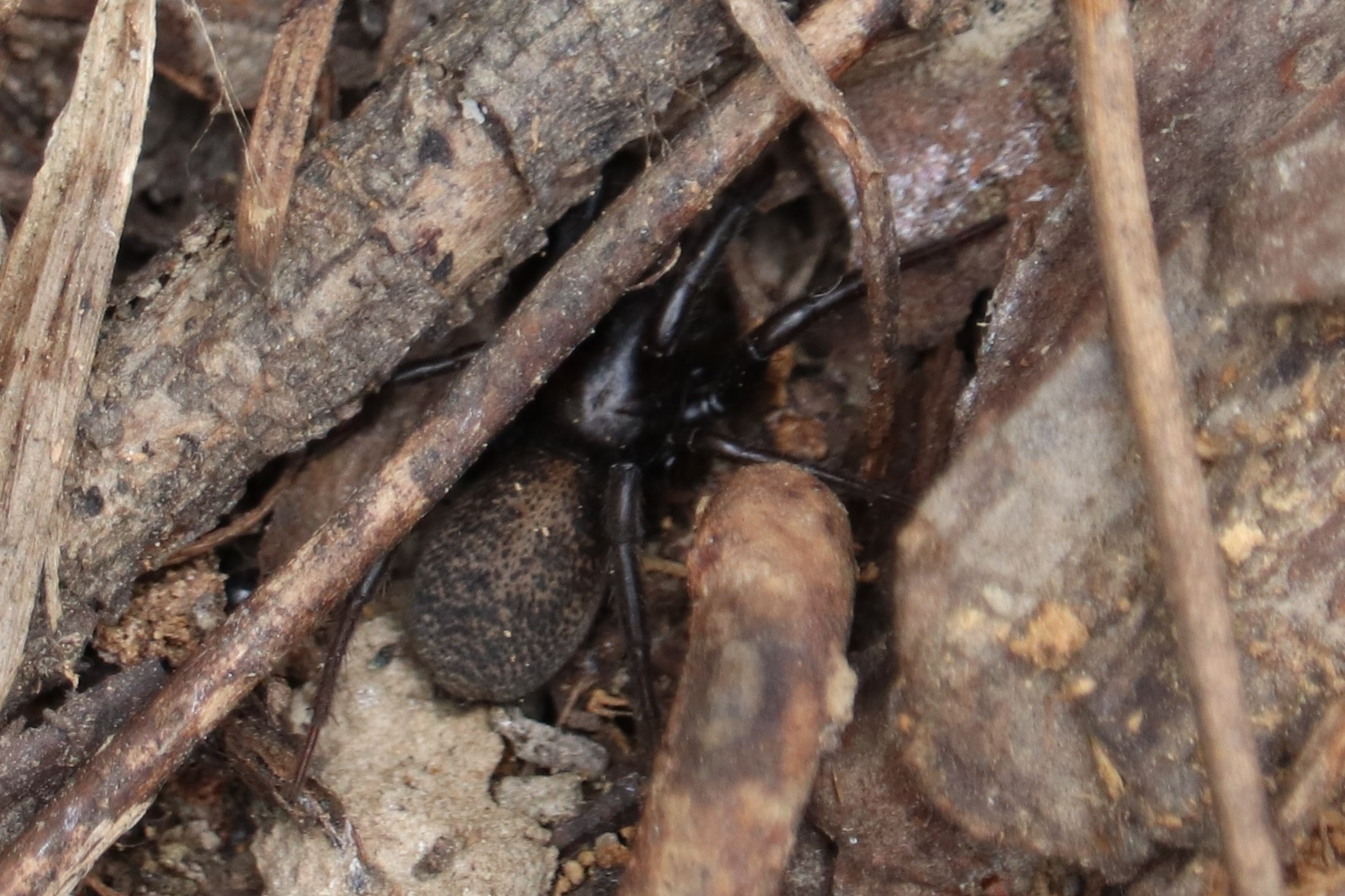
Teilweise verborgenes Weibchen in einer Gehölzschicht

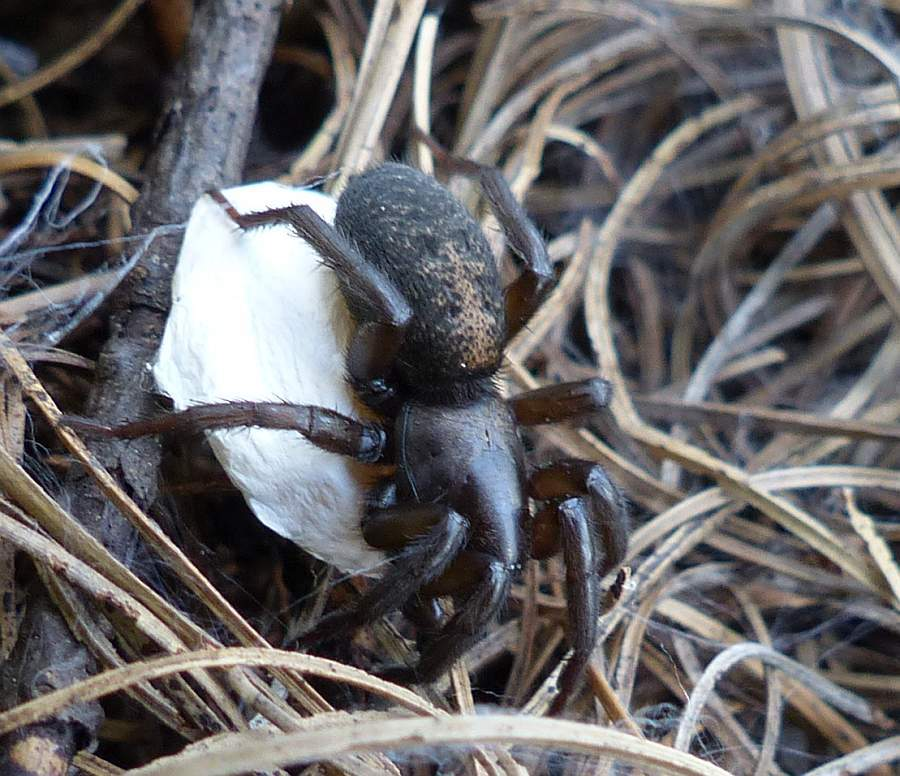
Weibchen mit Eikokon

Die Große Alpenplattbauchspinne ist wie alle Eigentlichen Plattbauchspinnen (Gnaphosa) nachtaktiv und verbirgt sich tagsüber unter Moosen, Flechten der Gattung Cladonia, abgefallener Rinde oder Steinen. Die Art hält sich auch auf sandigem, steinigem Boden, hohen Gräsern und auf den Fallgrubenfallen von Schlauchpflanzengewächsen (Sarraceniaceae), einer Familie fleischfressender Pflanzen, auf. Der dicht gewebte Eikokon hat einen Durchmesser von 14 Millimetern. Er ist von weißer Farbe und kreisrunder sowie bikonvexer Form. Die Phänologie (Aktivitätszeit) des Männchens der Großen Alpenplattbauchspinne beläuft sich auf den Zeitraum zwischen Mai und September, während sich die des Weibchens auf den Zeitraum zwischen April und November beläuft.

## Systematik

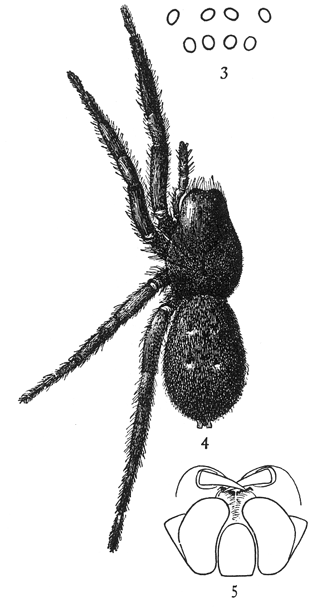
Grafik eines Weibchens der Großen Alpenplattbauchspinne von James Henry Emerton, Ausschnitt aus The Common Spiders of the United States (1902) der Ginn & Company

Die Systematik der Großen Alpenplattbauchspinne erfuhr seit ihrer 1866 seitens Ludwig Carl Christian Koch durchgeführten Erstbeschreibung mehrfach Änderungen. Der Artname muscorum ist eine Form des lateinischen Wortes muscus („Moos“) und deutet somit auf die Vorliebe der Art, sich tagsüber unter anderem in Moosschichten zu verbergen.

### Beschreibungsgeschichte
Koch ordnete die Große Alpenplattbauchspinne anfangs unter der Bezeichnung P. muscorum anfangs der heutzutage mit den Eigentlichen Plattbauchspinnen (Gnaphosa) synonymisierten Gattung Pythonissa zu. Tamerlan Thorell transferierte die Art 1871 dann zu den Eigentlichen Plattbauchspinnen und gab ihr damals die noch heute gängige Bezeichnung G. muscorum. Anschließend erhielt sie von verschiedenen Autoren unterschiedliche Bezeichnungen. G. muscorum wird seit einer Anwendung dieser Bezeichnung 1973 durch Darrell Ubick und Vincent Daniel Roth durchgehend für die Spinne genutzt.

### Unterart
Die Große Alpenplattbauchspinne hat mit Gnaphosa muscorum gaunitzi eine nach Carl Bertil Gaunitz benannte Unterart, die bereits 1942 von Hugo Albert Tullgren unter der Bezeichnung Gnaphosa punctata und somit als eigenständige Art innerhalb der Gattung erstbeschrieben wurde, jedoch erst 1955 durch Carl Friedrich Roewer einen validen Status und ihre noch heute gültige Bezeichnung G. m. ganuitzi erhielt, während Tullgren sie bereits 1946 anfangs unter der Bezeichnung G. m. punctata als Unterart der Großen Alpenplattbauchspinne führte. Beschrieben ist bislang lediglich das Weibchen der Unterart. Sie unterscheidet sich von der Nominatform lediglich eindeutig durch die Beschaffenheit der Epigyne. Diese hat bei G. m. gaunitzi eine nahezu gerade und parallel verlaufende laterale Begrenzung. Posterior ist sie spitz zulaufend und anterior fast doppelt so breit wie die Längsstruktur.

### Synonymisierte Art
Die ehemalige ebenfalls zu den Eigentlichen Plattbauchspinnen (Gnaphosa) zählende Art G. gigantea wurde 1887 von Eugen von Keyserling erstbeschrieben und sowohl 1935 von Willis John Gertsch als auch ein weiteres Mal 1973 von Ubick und Roth mit der Großen Alpenplattbauchspinne synonymisiert. Sie verlor somit ihren Artstatus.

### Zugehörige Artengruppe
Die Große Alpenplattbauchspinne wird innerhalb der ebenfalls in Nordamerika vorkommenden Vertreter der Eigentlichen Plattbauchspinnen (Gnaphosa) zur der von Platnick & Shabab aufgestellten Artengruppe der Trauerplattbauchspinne (G. lugubris) gerechnet. Zu dieser zählen neben den beiden genannten Arten G. antipola, G. brumalis, die Schwarze Plattbauchspinne (G. microps), G. orites, G. parvula und G. snohomish sowie ehemals die nicht mehr valide Art G. mima. Allen Arten der Gruppe einschließlich der Großen Alpenplattbauchspinne ist gemeinsam, dass der Carapax, das Opisthosoma und Beine von hellbraun über dunkelbraune Farbtöne wie im Falle der Großen Alpenplattbauchspinne bis zu dunkel kastanienbraun reichen kann. Die Maxillae (umgewandelte Coxen bzw. Hüftglieder der Pedipalpen) erscheinen abgerundet und den Beinen fehlen, anders als bei anderen Eigentlichen Plattbauchspinnen, die stark verlängerten Setae. Alle Arten der Gruppe sind größer und dunkler als die in Nordamerika zur Gruppe der Nachtplattbauchspinne (G. lucifuga) zusammengefassten Arten. Die Beine der zur Gruppe der Trauerplattbauchspinne zusammengefassten Arten haben im Vergleich weniger Borsten, jedoch mehr Stacheln.
| Beinpaar | Femur                  | Patella | Tibia                          | Metatarsus             |
| 1        | d1-1-0, p0-0-1         | -       | v0-0-1                         | v0-2-0                 |
| 2        | d1-1-0, p0-0-1         | -       | v0-0-1                         | v0-2-0                 |
| 3        | -                      | r0-1-0  | d1-0-0, p2-1-1, v2-2-2, r2-1-1 | p1-2-2, v2-1-2, r1-2-2 |
| 4        | d1-1-0, p0-1-1, r0-1-1 | -       | d1-0-0, p2-1-1, v2-2-2, r2-1-1 | p1-2-2, v2-2-2, r1-2-2 |

Legende:
- d = dorsal

Der Embolus entspringt bei allen zur Gruppe der Trauerplattbauchspinne zählenden Arten samt der Großen Alpenplattbauchspinne und die Epigyne beinhaltet eine in anteriore Richtung ragende Haube, einem einzelnen Paar seitlicher Ränder, die das Atrium umgeben. Außerdem ist das Septum (Trennwand) erhöht.